# Didier Dumas
Pour les articles homonymes, voir Dumas.
Didier Dumas, né le 7 décembre 1943 à Marseille et mort le 21 février 2010 à Paris, est un psychanalyste et écrivain français. 
Membre de l'École freudienne de Paris et proche de Françoise Dolto, il est considéré comme l'un des pionniers de l'approche transgénérationnelle.

## Biographie
Après avoir été psychanalyste d'enfants dans un hôpital de jour pendant plus de dix ans, Didier Dumas étudie l'acupuncture et la sexologie chinoise. Son travail clinique et de recherche psychanalytique se situe dans le prolongement de celui de Françoise Dolto (préfaçant L'Ange et le Fantôme aux Éditions de Minuit), de Maria Torok et de Nicolas Abraham. Il est formé en psychanalyse freudienne et figure parmi les pionniers de l’analyse transgénérationnelle.
Selon Didier Dumas, le mutisme de l'adulte, l'autisme de l'enfant ou la phobie sont l'œuvre du fantôme. Le fantôme, en opposition à l'ange, interdit, telle une structure psychique transgénérationnelle de l'inconscient familial, l'accès à la résolution de l’œdipe. Didier Dumas définit l'ange comme une énergie psychique, refoulée par l'adulte et conservée par l'enfant fou, visant l'intégration au monde des adultes.
Il développe une clinique de l'autre, une clinique des parents et des ancêtres en soi. Se basant sur les apports des traditions anciennes et chamaniques, sur la clinique des enfants et les théories psychanalytiques de ses prédécesseurs, il cherche à répondre aux manques freudiens notamment par l'apport du transgénérationnel.
Didier Dumas n'a de cesse de rappeler l'importance de la place du père dans l'équilibre psychique de l'enfant comme tiers séparateur de la bonne ou de la mauvaise mère.
En 1999, il crée l'association Jardin d'idées continuée, entre autres, par Danièle Flaumenbaum et Bruno Clavier.